# Glabellula pinyonicola
Glabellula pinyonicola is een vliegensoort uit de familie van de Mythicomyiidae. De wetenschappelijke naam van de soort is voor het eerst geldig gepubliceerd in 1988 door Edwards.